# Roger Chapman
Pour les articles homonymes, voir Chapman.
Roger Chapman, dit « Chappo », né le 8 avril 1942 à Leicester (Angleterre), est un chanteur de rock britannique. Il est une figure culte de la scène rock anglaise.

## Biographie
Roger Maxwell Chapman est, de 1966 à 1973, la voix phénoménale et l'âme possédée de Family, groupe innovant que la critique, peinant à le définir (il fut étiqueté psychédélique, folk/pop, fusion, acid, hard-rock…), finira par ranger dans le rock progressif, au grand dam des intéressés. Family connait un grand succès au Royaume-Uni et en Europe, mais rend les armes après son septième album, vaincu par une certaine malchance,de trop nombreux changements de personnel (Ric Grech, John Weider, John Wetton, et John « Poli » Palmer plus durablement ont tour à tour contribué au groupe), et surtout par son échec à percer le marché américain. Avec son compère John « Charlie » Whitney, le guitariste de Family, Chapman poursuit l'aventure en créant Streetwalkers dans un rock plus dépouillé, âpre, qui recueille un joli succès, sans comparaison toutefois avec leur formation précédente. En 1977, balayés par le vent nouveau du punk et de la new-wave, les Streetwalkers se retirent. Deux ans plus tard, Roger Chapman revient en solo avec l'album « Chappo » où il revisite ses racines: rock, blues, soul, godspell, d'une voix encore améliorée, toujours aussi puissante, avec cet étrange vibrato étranglé, mais plus de profondeur. Sa phalange de fans et des critiques répondent présents, mais pas le business qui l'estime dépassé. Chapman est alors adopté par l'Allemagne (qui déjà vénérait Streetwalkers). Il brûle les planches du Rockpalast 1981 (télé-diffusé dans toute l'Europe), se voit désigné album de l'année avec Hyenas only laugh for fun, puis artiste de l'année. En 1983 il chante Shadow on the Wall sur l'album Crises de Mike Oldfield, un tube énorme dont les paroles qui font allusion au mur de Berlin assoient son statut d'icône en Allemagne.Les tournées germaniques se succèdent et les disques aussi, de moins en moins bons jusqu'au renouvau de Walking the Cat en 1989… Après huit ans de silence discographique, il sort en 2008 One More Time For Peace, un album d'adieux, plus country/folk, où sa voix déchirée, pleine de cailloux et de cendres, fait merveille, particulièrement sur Jerusalem, l'hymne anglican, qu'il restitue sous une forme bluesy et un lit de guitares hawaïennes, sublime façon de conclure son histoire d'amour vache avec son pays natal. Deux ans après, alors qu'il a sorti un ultime disque de fonds de tiroirs, Roger Chapman annonce (pour la seconde fois) qu'il se retire définitivement de la scène, décision qui ne tient que quelques mois, puisqu'il accepte plusieurs concerts en Allemagne, puis à Leicester sa ville natale, et qu'il donne à Londres en février 2013, quarante ans après leur dissolution, deux concerts exceptionnels avec Family.

## Discographie

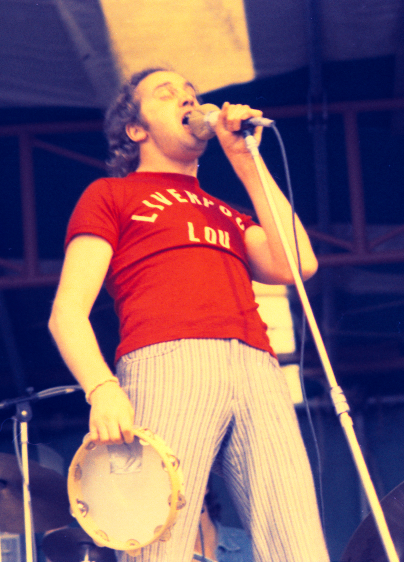
Roger Chapman en 1974.

### Carrière solo
- 1979 : Chappo
- 1979 : Live In Hamburg
- 1980 : Mail Order Magic
- 1981 : Hyenas Only Laugh For Fun
- 1982 : The Riffburglar Album (aka The Legendary Funny Cider Sessions)
- 1982 : He Was, She Was You Was We Was (Live)
- 1983 : The Riffbuglars
- 1983 : Mango Crazy
- 1984 : The Shadow Knows
- 1985 : Live In Berlin
- 1985 : Zipper
- 1987 : Techno Prisoners
- 1989 : Walking The Cat
- 1990 : Hybrid & Lowdown
- 1990 : Kick It Back (Compilation)
- 1992 : Under No Obligation
- 1996 : Kiss My Soul
- 1998 : A Turn Unstoned?
- 1998 : Anthology 1979-98 (Compilation)
- 1999 : In My Own Time (Live)
- 2001 : Rollin' & Tumblin (live)
- 2007 : One More Time For Peace
- 2009 : Hide Go Seek
- 2021 : Life in the Pond

### Participations
- 1979 : Tarot Suite, Mike Batt and friends (chant sur deux titres)
- 1983 : Strange Land, Box of frogs (chant sur deux titres)
- 1983 : Crises, Mike Oldfield (chant sur Shadow on the Wall)